# Quardeel
Das Quardeel (teilweise auch in der Form Quarteel) ist ein altes Maß, mit dem Tran- und Speckmengen im Walfang angegeben wurden. Ein Quardeel entspricht zwei Fässern zwischen 200 und 226 Pfund.

## Geschichte
Quardeel, mundartlich auch Cordehl, galt ursprünglich als holländisches Hohlmaß des 17. und 18. Jahrhunderts. Im norddeutschen Küstengebiet entsprach es 216 Pfund, was nach heutigem Gewicht etwa 101 kg ausmacht. In Krünitz Enzyklopädie von 1838 heißt es dazu:"Quartel, Quarteel, ist auf Grönlandsfahrern eine große Tonne mit eisernen Bändern, worin der in Stücke geschnittene Speck gepackt wird. Ein Quartel hält daselbst 2 Tonnen, die Tonne zu 224 Pfund gerechnet." Auch Pierer's Universal-Lexikon von 1859 rechnet im Abschnitt Münzen, Maße u. Gewichte: „1 Quarteel sind 2 Hamburger Thrantonnen“.

## Einheiten
- Hamburg 1 Quardeel = 217 Gramm (Tran)

In den Niederlanden war in
- Amsterdam 1 Quardeel = 1 ½ Vat = 18 Steekan = 288 Mingel = 17.785 Pariser Kubikzoll = 352 ¼ Liter (Tran)
- Rotterdam 1 Quarteel = 2 Tonnen = 12 Steekan = 217 Gramm (Hamburger Maß) (Tran)[3]